# Dizzie Tunes
Dizzie Tunes fue un grupo de espectáculos noruego formado en 1959 por Tor Erik Gunstrøm, Svein-Helge Høgberg, Einar Idland, Øyvind Klingberg y el líder Yngvar Numme. Numme también fue el letrista e instructor del grupo, mientras que Klingberg se desempeñó como arreglista y director de orquesta.
Sus revistas, generalmente escritas por Alfred Næss, dirigidas por Yngvar Numme y producidas por Jørg Fredrik Ellertsen, solían tener lugar primero en el Chat Noir y luego en Estocolmo. El grupo desarrolló la forma de ensemble en la revista noruega que había comenzado con The Monn Keys.

## Inicios
En 1959, Numme, Høgberg y otros dos chicos (Tom Tvedt y Fred Samuelsen) que formaban parte del teatro infantil de la ciudad de Skien, establecieron una banda que tocaba en las producciones del teatro infantil y luego en otros eventos. Pronto se convirtieron en una banda de baile ordinaria y se llamaron Rex Band. En 1960, Tom Rønningen se unió como baterista, y más tarde Samuelsen dejó la banda. Luego, Einar Idland se unió como nuevo guitarrista. Cuando Rønningen dejó la banda por un tiempo, fue reemplazado por Tor Erik Gunstrøm en la batería. En la Pascua de 1961, Svein-Helge Høgberg se unió como nuevo miembro, comenzando en el contrabajo pero cambiando luego al bajo eléctrico. En octubre de 1961, Tom Tvedt dejó la banda y Øyvind Klingberg (en ese entonces Olsen) entró como pianista. Ese mismo año, Rex Band cambió su nombre a Dizzie Tunes.
Dizzie Tunes debutó discográficamente en 1963 con el sencillo «Mette, Mette»/«Tog går til og fra» (Viking Music VM 23), seguido de cerca por «Nå går det bra»/«Vi drar til syden» (Triola).
El éxito discográfico llegó con el sencillo «Store Føtter» (Troll TR 115 (1964)) y en el escenario con la revista del Chat Noir Å, så heldig vi er (1967). El grupo se estableció con grabaciones discográficas y actuaciones televisivas y, aunque inicialmente se les consideró una banda pop, desde su debut en el Chat Noir en 1967 se centraron principalmente en revistas musicales y espectáculos, primero con Ivar Medaas y Wenche Myhre, y luego desde principios de la década de 1970 con Kirsti Sparboe, Grethe Kausland y Benny Borg, y después con Hege Schøyen. Grethe Kausland fue miembro permanente del grupo desde la década de 1970.
vínculo=https://no.wikipedia.org/wiki/Fil:Dizzie_Showteater.jpg|miniaturadeimagen|Dizzie Tunes se hizo cargo de "Humla" en Universitetsgata en 1990 y lo convirtió en Dizzie Showteater

## Musicalmente
Como artistas discográficos, Dizzie Tunes fueron más activos hasta 1973. Su mayor éxito en sencillos fue «I et bitte lite miniskjørt», lanzado en 1968 (Troll TR 241). Su álbum debut fue Dizzie Tunes (Troll TRLP 3) (1967). En 1969, lanzaron la controvertida grabación de jazz/pop The New Sound Of Edvard Grieg, que incorporó melodías de Grieg y tonadas populares noruegas, enfrentando críticas y demandas de prohibición por parte de tradicionalistas en el ámbito clásico, aunque tuvo muy buenas ventas para un lanzamiento tan especializado.
Musicalmente, Dizzie Tunes se alejaron desde temprano de la música pop contemporánea y se acercaron al jazz, aunque a principios de la década de 1970 también tuvieron éxito con versiones de éxitos suecos contemporáneos. Sin embargo, sus mayores éxitos vinieron de grabaciones para niños, como los álbumes navideños God Jul (1967) y Glad jul (1978), y la serie de televisión Ra-ta-ta-ta-ta, que resultaron en tres álbumes superventas en la primera mitad de la década de 1970. Desde mediados de los años 70, se limitaron a lanzamientos discográficos ocasionales de las revistas.

## Conclusión
Dizzie Tunes fue responsable de algunos de los mayores éxitos de revista en la escena noruega de las décadas de 1970, 1980 y 1990, tanto artística como popularmente. También fueron figuras centrales en varios espectáculos de televisión premiados en Montreux y en la película Tut og kjør. El grupo tiene una estrella en el parque de atracciones Liseberg y recibió el Premio Honorífico en los Komiprisen 2006 y el Premio Cultural del Consejo del Condado de Telemark en 2000.
Tras varias despedidas desde finales de la década de 1990, el grupo finalmente se disolvió en 2001.
El 28 de mayo de 2017, Dizzie Tunes fue incluido en el Rockheim Hall of Fame.

## Miembros
- Yngvar Numme – vocalista, letrista, trompeta
- Tor Erik Gunstrøm – batería, vocal
- Øyvind Klingberg – piano, vocal
- Svein-Helge Høgberg – bajo eléctrico, vocal
- Einar Idland – guitarra, vocal

## Discografía

### Álbumes
- 1967: Dizzie Tunes
- 1967: God Jul
- 1969: 12 x Dizzie Tunes
- 1969: The New Sound of Edvard Grieg/Folk Music
- 1970: Svensktoppen-favoritter
- 1971: Ra-ta-ta-ta-ta
- 1972: Kjære lille Norge
- 1972: Toppop 1
- 1972: Hei-Hå-Hei-hå
- 1973: Mere Ra-ta-ta-ta-ta
- 1973: Norsklåt
- 1973: Den aller siste Ra-ta-ta-ta-ta
- 1973: Folk i Nord
- 1975: Tut og kjør
- 1975: ...i juleselskap med Dizzie Tunes
- 1976: På go'fot med Dizzie Tunes
- 1978: Glad jul
- 1982: Memories of Music
- 1984: Jubel 25
- 1991: Go'biter - Live at Dizzie
- 1992: Go'biter med Dizzie Tunes
- 1999: Dizzie Tunes 40 beste
- 2009: Nå er det jul igjen

### Sencillos (selección)
- 1963: «Mette, Mette»/«Tog går til og fra» (Viking Music VM 23)[1]
- 1963: «Nå går det bra»/«Vi drar til syden» (Triola)[1]
- 1964: «Margit»/«En liten rar presang»[1]
- 1964: Al Bishop con Dizzie Tunes: When It's Springtime in the Rockies/Too Young
- 1964: «Hei-hå, nå er det jul igjen»/«Snømannen Kalle» (Troll)[1]
- 1964: «Store føtter»[1][2]
- 1965: Kirsti-Lill con Dizzie Tunes: Kom bli med!/Ding Ding Ding![3]
- 1967: Gjermund Eggen con Dizzie Tunes: Engerdal-valsen/Senorita i Engerdal (1967)
- ?: Susse-bassa mi (n.t: Day Seedland) / Du er min skygge (Troll TR 165)
- 1983: Oslo sangen (Con Grete Kausland, Autor y compositor; Bjørn y Hilde Rønningen; arreglo e interpretación; Nissa Nyberget)

## Filmografía
- 1979 Vi spillopper
- 1975 Tut og kjør
- 1973 Kjære lille Norge
- 1973 Kofferten (TV)